# پایگاه هوایی لوگزوئیل
پایگاه هوایی لوگزوئیل (به انگلیسی: Luxeuil Air Base) (به زبان بومی: Base aérienne 116 Luxeuil Saint-Sauveur) یک فرودگاه نظامی است که یک باند فرود آسفالت دارد و طول باند آن ۲۳۱۵ متر است. این فرودگاه در کشور فرانسه قرار دارد و در ارتفاع ۲۷۸ متری از سطح دریا واقع شده است.